# Geghamasar
Geghamasar (armeniska: Գեղամասար) är en ort i Armenien. Innan 8 augusti 1991 hette orten Sjisjkaja (Շիշկայա). Den ligger i provinsen Gegharkunik, i den östra delen av landet, 100 kilometer öster om huvudstaden Jerevan. Geghamasar ligger 2 047 meter över havet och antalet invånare är 1 060.
Terrängen runt Geghamasar är varierad. Närmaste större samhälle är Vardenis, 14,9 kilometer söder om Geghamasar.
Trakten runt Geghamasar består i huvudsak av gräsmarker. Runt Geghamasar är det ganska tätbefolkat, med 72 invånare per kvadratkilometer.